# Margret Göbl
Margret Göbl (26 giugno 1938 – 21 giugno 2013) è stata una pattinatrice artistica su ghiaccio tedesca, specializzata nel pattinaggio artistico su ghiaccio a coppie.

## Palmarès
Coppie con Franz Ningel
| Evento                    | 1959 | 1960 | 1961 | 1962 |
| ------------------------- | ---- | ---- | ---- | ---- |
| Giochi olimpici invernali |      | 5°   |      |      |
| Campionati mondiali       | 5°   | 4°   |      | 3°   |
| Campionati europei        | 4°   | 3°   | 2°   | 3°   |
| Campionati tedeschi       | 2°   | 1°   | 1°   | 1°   |